# 今井伴也
今井 伴也（いまい ともや、1981年 - ）は、大阪府出身の美術監督。映像美術会社ナラデザイン代表。
YUI、東方神起、Dreams Come True、加藤ミリヤ、清水翔太、TOKIO、SEAMOなど、数々のミュージックビデオを手がける。